# Josef Rings

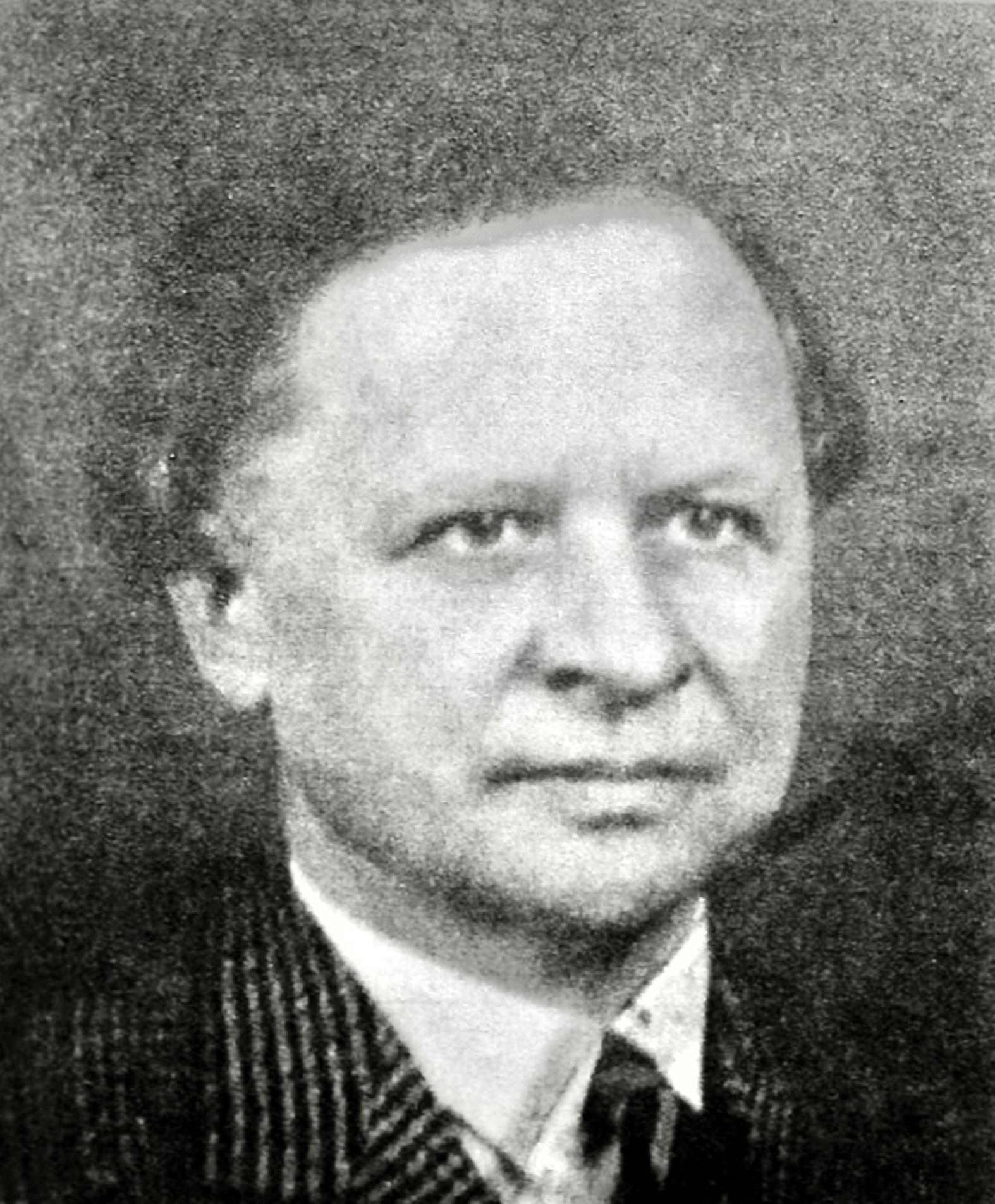
Josef Rings, Passfoto um 1935

Josef Heinrich Rings (* 20. Dezember 1878 in Bad Honnef; † 7. August 1957 ebenda) war ein deutscher Architekt, Stadtplaner, Hochschullehrer und Autor.

## Familie
Josef Rings war Sohn römisch-katholischer Eltern. Er heiratete im Jahr 1909 Mathilde genannt „Tilly“ Menkel (1886–1942), die jüdischer Herkunft war, und wurde von diesem Zeitpunkt an als konfessionslos geführt. 1910 wurde ihr gemeinsamer Sohn Werner (1910–1998) geboren. Tilly Rings, der während der NS-Zeit wegen einer schweren Erkrankung das Einreisevisum ins britische Mandatsgebiet Palästina verweigert worden war, verstarb im jüdischen Krankenhaus in Köln.

## Leben
Rings studierte von 1895 bis 1897 an der Baugewerkschule Buxtehude und von 1903 bis 1906 als Gasthörer an der Technischen Hochschule Darmstadt. Er wurde dort Assistent am Lehrstuhl von Friedrich Pützer und lehrte außerdem ab 1908 an den Technischen Lehranstalten in Offenbach am Main (heute Hochschule für Gestaltung). Von 1912 bis 1919 arbeitete er als Abteilungsleiter in der Bauabteilung der Friedrich Krupp AG in Essen, wo er im Industrie- und Siedlungsbau tätig war. So plante er u. a. für die Erweiterung der Margarethenhöhe und der Siedlung Alfredshof. 1919 eröffnete er in Essen sein Architekturbüro.
In den 1920er-Jahren entwarf er als selbstständiger Architekt in Essen die Stadtwaldsiedlung (auch Eyhofsiedlung), die Siedlung Spinnstuhl in Gelsenkirchen und einige Siedlungen in Bochum. Nebenbei betreute er zwischen 1926 und 1929 den Auf- und Ausbau des von Martin Luserke gegründeten und geleiteten reformpädagogischen Landerziehungsheims Schule am Meer im Loog auf der ostfriesischen Nordseeinsel Juist, das sein Sohn Werner während dieser Zeit besuchte.
Als aktives SPD-Mitglied emigrierte Rings 1934 nach Palästina, wo er die britische Staatsbürgerschaft erhielt. Dort arbeitete er zwischen 1934 und 1948 als Stadt- und Siedlungsplaner der Siedlungsgesellschaft Rassco in Tel Aviv. 1939 wurde ihm die deutsche Staatsbürgerschaft aberkannt. 1948 kehrte er nach Deutschland zurück und lehrte als Professor für Stadtplanung an der Johannes-Gutenberg-Universität in Mainz.

## Bauten

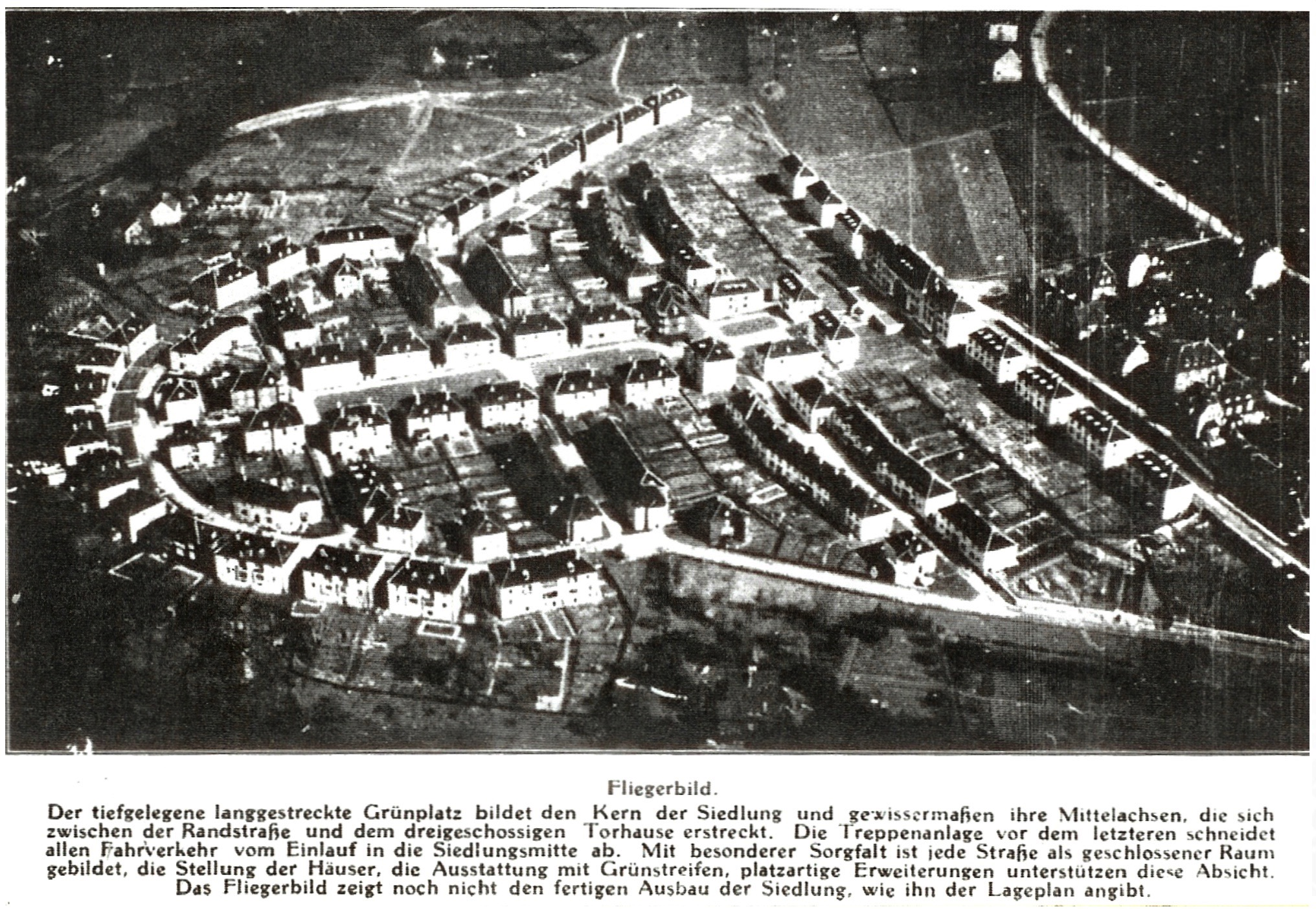
Stadtwaldsiedlung / Siedlung Eyhof in Essen, 1928

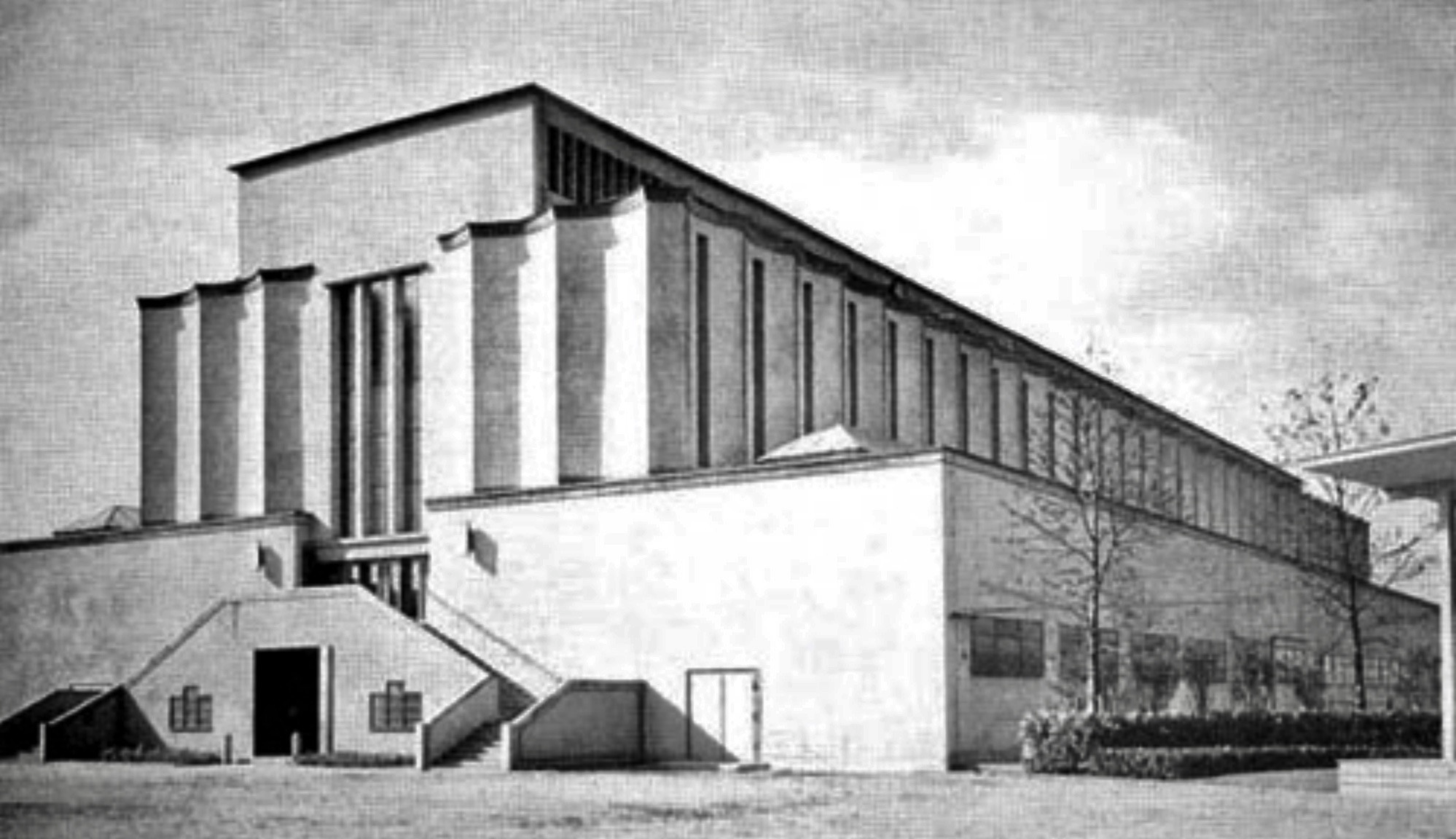
Ausstellungs- und Festhalle in Essen, 1927 (Vorgängerbau der heutigen Grugahalle)

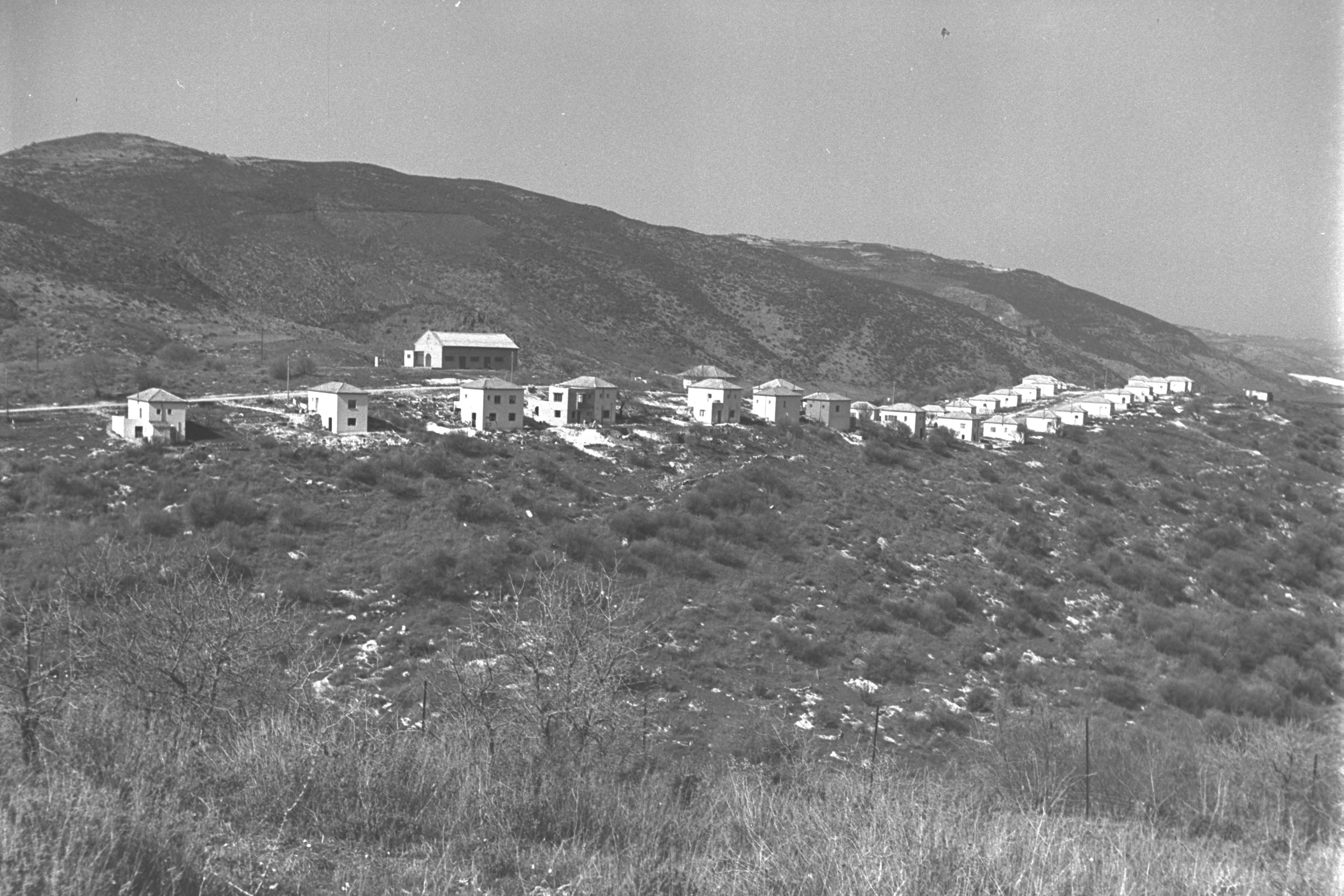
Siedlung Kiryat Amal bei Haifa, 1946

- 1905: Entwurf für ein Landhaus in Honnef am Rhein[5]
- 1908: Musterhaus „Arbeiterhaus Merkel“ auf der Hessischen Landesausstellung für freie und angewandte Kunst Darmstadt 1908[6]
- 1911: Entwurf für die Kolonie Weidenhausen[7][8]
- 1912: Entwurf für ein Landhaus in Marburg[9]
- 1914: Entwurf für eine evangelische Kirche in Barmen
- 1919: Siedlung Feldhaushof in Essen-Huttrop (mit A. Farmers)[10]
- 1920–1924: „Stadtwaldsiedlung“ (auch „Siedlung Eyhof“) in Essen-Stadtwald[11][12]
- 1922–1923: Mehrfamilienwohnhäuser an der Ottostraße (heute Oskar-Hoffmann-Straße) 77 b-c in Bochum für die Baugenossenschaft Bochum und Umgebung eGmbH
- 1923–1924: Wohnsiedlung an der Hunscheidtstraße in Bochum[13]
- 1924: 1. und 2. Bauabschnitt der Siedlung Weitmar in (Bochum-)Weitmar, Hattinger Straße 297–311[13]
- 1925: Sieberei und Kohlenwäsche der Zeche Dahlbusch II/V/VIII in Gelsenkirchen-Rotthausen (nicht erhalten)[14]
- 1926–1927: Teilabriss und vergrößerter Neubau des Doyen-Hauses („Do“) sowie Neubau des Lehrer- und Primaner-Wohnhauses „Arche“ der Schule am Meer im Loog auf Juist („Arche“ heute Teil der Jugendherberge Juist, „Do“ heute in Gemeindebesitz und privat bewohnt)
- vor 1928: Mehrfamilienhausgruppe in Duisburg, Grabenstraße[14]
- vor 1928: Öldestillation der Gesellschaft für Teerverwertung in Castrop-Rauxel[14]
- 1927: Ausstellungshalle V in Essen (vor 1958 abgerissen, heutiger Standort der Grugahalle)
- 1930–1931: Siedlung Spinnstuhl in Gelsenkirchen-Hassel[13]
- ab 1937: Siedlung Kiryat Amal bei Haifa[2]

## Veröffentlichungen
- Kleinwohnungen. Darmstadt 1910.
- Die Praxis der Wohnungsreform. Darmstadt 1912.
- Wollen und Können. Hauseinheiten. Entwürfe und Erläuterungen. o. O. 1923.
- Siedlungsreform. Gesetze, Baugedanken, Ziele. Girardet Verlag, Essen 1922/1923.
- Bauen als Ausdruck des Gemeinschaftsbewußtseins. In: Bauwarte, Heft 9/1928.
- Die Stadtwaldsiedlung Eyhof in Essen. In: Bauamt und Gemeindebau, Jahrgang 1930, Heft 12, S. 34 f.
- Town Planning Schemes for Kirjat Amal. In: Habinjan Bamisrach Hakarov, Jahrgang 1937, S. 26 f.

## Mitgliedschaften
Rings war seit 1913 Mitglied im Deutschen Werkbund (DWB) und später auch im Bund Deutscher Architekten (BDA).

## Ehrungen
In Gelsenkirchen-Hassel wurde die Josef-Rings-Schule (Grundschule) nach ihm benannt, die innerhalb der in der von ihm Ende der 1920er-Jahre geplanten Siedlung Im Spinnstuhl besteht. Die Siedlung steht seit 2006 unter Denkmalschutz.

## Nachlass
Sein Nachlass wird teils am Technion in Haifa und im Archiv für Zeitgeschichte an der Eidgenössischen Technischen Hochschule in Zürich verwahrt.